# Сантамария, Хосе
Хосе Эмилио Сантамария Иглесиас (исп. José Emilio Santamaría Iglesias; род. 31 июля 1929[…], Монтевидео) — уругвайский и испанский футболист, защитник. Один из лучших защитников в истории мирового футбола, выступавший за две команды и две сборные. Одна из легенд мадридского «Реала». Бывший тренер сборных Испании различного уровня. Ныне — активный член ассоциации ветеранов мадридского «Реала». Сантамария имеет 7 детей, множество внуков и правнуков.

## Биография
Хосе Эмилио Сантамария родился 31 июля 1929 года в семье испанских эмигрантов из Галисии. Его родители были родом из города Рибадавиа, откуда уехали в Уругвай в поисках лучшей жизни. Первые годы семьи были сопряжены с финансовыми трудностями, но постепенно отец семейства смог выплавить своё экономическое положение, вследствие чего семья переехала на виллу на окраине города Монтевидео, где и родился Сантамария. Вилла находилась близ стадиона Сентенарио, рядом с которым прошло всё детство Сантамарии.
Сантамария начал свою карьеру в молодёжном составе клуба «Атлетико Посито», который состоял из детей, живущих в соседних районах. Команда была чрезвычайно бедная, а потому часто игрокам не хватало денег на экипировку. На игры «Посито» часто ходил один из местных жителей, содержавший магазин в районе галисийских эмигрантов. Этот человек, имевший связи в высших кругах клуба «Насьональ» и бывший страстным болельщиком команды, в ноябре 1944 года пригласил Сантамарию на просмотр в «Насьональ», куда и был принят.
Одновременно с игрой в «молодёжке» «Насьоналя», Сантамария работал во Франко-итальянском банке, и закончил совмещать две профессии лишь в возрасте 17-ти лет, с началом игры за первую команду клуба. 26 апреля 1947 года Сантамария дебютировал в основном составе «Насьоналя». Первоначально Сантамария играл на позиции левого защитника или в центре полузащиты, но в 1949 году он был переведён в центр обороны, где уже выступал до конца своей карьеры. За «Насьональ» Сантамария играл до 1957 года, став с клубом 5-ти кратным чемпионом Уругвая.
Игру Сантамарии заметили ещё на чемпионате мира 1954 года, где присутствовал президент мадридского клуба «Реал» Сантьяго Бернабеу, который уже тогда хотел купить талантливого защитника, но покупку отложили из-за недостатка средств у «Королевого клуба», потраченных на Альфредо Ди Стефано годом ранее, а место центрального защитника «закрыли» Торресом.
Весной 1957 года, в возрасте 28-ми лет, Сантамария всё же перешёл в «Реал» и сразу же был поставлен на место либеро. За «Реал» Сантамария провёл 446 матчей, стал с клубом 6-кратным чемпионом Испании, 4-кратным обладателем Кубка европейских чемпионов, победителем Межконтинентального кубка и Обладатель Кубка Испании. Свой последний матч в карьере Сантамария провёл 15 сентября 1966 года против «Гамбурга», в котором немецкий клуб победил 2:1.

## Достижения
- Чемпион Уругвая: 1950, 1952, 1955, 1956, 1957
- Чемпион Испании: 1958, 1961, 1962, 1963, 1964, 1965
- Обладатель Кубка европейских чемпионов: 1958, 1959, 1960, 1966
- Обладатель Межконтинентального кубка: 1960
- Обладатель Кубка Испании: 1962